# Heteropsis longispathacea
Heteropsis longispathacea är en kallaväxtart som beskrevs av Adolf Engler. Heteropsis longispathacea ingår i släktet Heteropsis och familjen kallaväxter. Inga underarter finns listade.